# Leonardo Attuch
Leonardo de Rezende Attuch (Brasília, 12 de maio de 1971) é um jornalista brasileiro, que fundou e dirige a Editora 247, responsável pelo site Brasil 247 e pela TV 247.

## Carreira
Iniciou sua carreira em Brasília, tendo atuado em diversos veículos de comunicação, como Correio Braziliense, Veja, Exame, Estado de Minas e IstoÉ Dinheiro.
Em 1993, graduou-se em jornalismo pela Universidade de Brasília (UnB) e logo depois foi selecionado para participar do programa de jovens talentos do jornal O Estado de S. Paulo. Em seguida, recebeu um convite para trabalhar no Correio Braziliense, principal jornal de Brasília. Seis meses depois, graças ao trabalho no Correio Braziliense, foi convidado para trabalhar na sucursal brasiliense da revista Veja, da Editora Abril. Em 1994, transferiu-se para a cidade de São Paulo, ainda na Editora Abril, para atuar como repórter da revista Exame.
No início de 1997, aos 25 anos, foi convidado para a editar a seção de economia do jornal Estado de Minas, em Belo Horizonte.
Em 2005, publicou uma das principais reportagens investigativas da crise do governo Lula, ao entrevistar a secretária Fernanda Karina Somaggio.
Em 2011, Attuch criou o Brasil 247, um site de viés progressista.
Em 2017, criou a TV 247, que publica os vídeos no Youtube.
Em 2024, passou a colaborar como colunista internacional do portal chinês
Guancha (chinês: 观察者网), onde publica análises sobre política
latino‑americana e as relações Brasil–China.
Em 2025, expandiu sua atuação como colunista internacional, passando a escrever para o portal argentino PIA Global sobre geopolítica e também para o jornal estatal chinês Global Times. No mesmo ano, o Brasil 247, veículo fundado e dirigido por Attuch, foi destaque em um estudo de caso da Iniciativa Google Notícias por seu projeto de redação 100% remota que, segundo a publicação, resultou em um crescimento de 20% na audiência do portal e da TV 247. Em agosto de 2025, Attuch publicou o artigo "US' tariff gamble brings Global South closer" na Left Review Online, onde analisa como as tarifas de 50% impostas pelo governo Trump sobre produtos brasileiros sinalizam uma erosão da hegemonia americana e aceleram a consolidação de um mundo multipolar.

## Prêmios
Por sua atuação profissional, recebeu os prêmios Citibank de Excelência em Jornalismo e  Abril de Jornalismo. Foi finalista, juntamente com Ricardo Grinbaum, para o Prêmio Esso de Jornalismo de 2004, na categoria Informação Econômica, pela cobertura do fusão da AmBev, publicada na revista Istoé Dinheiro, e do Prêmio Embratel de Jornalismo.
Em 2025 foi eleito entre os vencedores do prêmio 100 +Admirados Jornalistas do Brasil.

## Anulação dos processos
O jornalista Leonardo Attuch foi acusado de envolvimento na Operação Custo Brasil, decorrente Lava Jato, mas o processo foi trancado em julho de 2025, pelo juiz Nilson Martins Lopes Júnior, da 6ª Vara Criminal Federal de São Paulo, em razão de graves vícios processuais, conforme reportagem do Portal Consultor Jurídico.

## Controvérsias

### Operação Satiagraha
Em 19 de abril de 2012, Attuch foi acusado pelo jornalista Mino Pedrosa de usar seu cargo e função na revista IstoÉ Dinheiro, quando trabalhava para ela, para defender o banqueiro Daniel Dantas e o investidor Naji Nahas, durante o caso conhecido como Operação Satiagraha. Segundo Pedrosa, Attuch usava a revista para publicar matérias encomendadas por Dantas, dono do Grupo Opportunity, investigado por corrupção. Por suas reportagens, ele receberia pagamento através de um caixa 2 da empresa. Segundo matéria veiculada pelo Jornal do Brasil, Attuch teve gravadas conversas onde instruía Naji Nahas a tomar alguma atitude contra os jornalistas Mino Carta e Paulo Henrique Amorim, por matérias veiculadas contra o investidor, com relação a uma suposta compra de deputados, em que ele teria distribuído dinheiro entre integrantes da Comissão de Ciência da Câmara, para convencê-los a aprovar uma medida que beneficiaria a Telecom Italia, da qual Nahas era consultor. Em 21 de abril, Attuch rebateu o ataque de Pedrosa, em artigo publicado no site Brasil 247.

### Operação Lava Jato
Durante a 17.ª fase da Operação Lava Jato, o juiz Sergio Moro  considerou haver a suspeita de que o jornalista Leonardo Attuch tivesse sido pago por serviços não prestados. Em delação premiada, Milton Pascovitch havia declarado que a Editora 247, representada por Attuch, recebera R$ 120 mil do Partido dos Trabalhadores, em quatro prestações, a título de apoio financeiro ao portal, por solicitação do ex-tesoureiro do partido, João Vaccari Neto. Ainda conforme o delator, esse dinheiro, alegadamente desviado da Petrobras e de outras empresas, teria sido pago pela Jamp Engenheiros, empresa de Pascovitch, à Consist Software, no âmbito de um contrato de prestação de serviços; em seguida, a Consist fazia os repasses  à Editora Brasil 247.
Como resposta às declarações do delator, o Brasil 247 divulgou a seguinte nota:
"Em decorrência do noticiário desta segunda-feira 3 sobre a Operação Lava Jato, a Editora 247 esclarece que foi contratada pela Jamp, por meio do senhor José Adolfo Pascowitch, para a produção de conteúdo sobre o setor de engenharia. Os serviços foram efetivamente prestados, as notas fiscais foram emitidas, e os impostos recolhidos como em qualquer transação comercial legal e legítima.
A Editora também esclarece que a linha editorial do Brasil 247, veículo de referência na internet brasileira, com alguns dos principais nomes do jornalismo nacional, será mantida, pautando-se sempre pela independência, pela pluralidade e pela defesa das empresas brasileiras e dos interesses nacionais. Até porque a Constituição brasileira assegura o direito à liberdade de expressão como uma de suas cláusulas pétreas."
Durante a  Operação Custo Brasil, Attuch teria sido alvo de condução coercitiva. Entretanto o Brasil 247 informou que o jornalista teria ido voluntariamente prestar seu depoimento.

## Livros publicados
Leonardo Attuch publicou cinco livros:
- Quebra de contrato: o pesadelo dos brasileiros (com Murillo Mendes). Folium, 2009. O livro registra a história da construtora Mendes Júnior e de suas disputas judiciais com o governo federal.
- A CPI que abalou o Brasil: os bastidores da imprensa e os segredos do PT.[28] Futura, 2006.  sobre a crise política ocorrida durante o governo Lula.
- Saddam, o amigo do Brasil: a história secreta da conexão Bagdá, sobre as ligações geopolíticas entre Brasil e Iraque. Ed  Qualitymark, 2003.[29][30][31]
- Eike, o homem que vendia terrenos na lua.[32]
- De jornalista a youtuber, como cruzei a ponte. Ed Kotter Editorial.[33]